# Hugo Obermaier
Hugo Obermaier, född 29 januari 1877, död 12 november 1946, var en tysk arkeolog.
Obermaier blev docent vid Wiens universitet 1902, professor vid Institut de paléontologie i Paris 1908 och var från 1916 professor vid universitetet i Madrid. Obermaier var en av Europas främsta representanter för diluvialarkeologin. Förutom typologiska och kronologiska undersökningar av den paleolitiska stenålderns flintredskap ägnade sig Obermaier åt ingående studier av de spanska och nordafrikanska grottornas väggmålningar. Hans sammanfattande arbeten över istiden människor och kultur räknades under samtiden som en av de främsta under sin samtid. Bland Obermaiers större arbeten märks Die Steingeräte des französische Altpaläolithikums (1908), Der Mensch der Vorzeit (1912), El hombre fósil (2:a upplagan 1925) samt Fossil man in Spain (1924).